# Your Betrayal
Your Betrayal è una canzone della band metal Bullet for My Valentine, ed è il primo singolo del loro album Fever. La canzone è stata pubblicata l'8 marzo 2010 per la radio, anche se è stata resa disponibile per l'acquisto su iTunes insieme al brano Begging for Mercy per un periodo di tempo limitato prima della data.
La canzone è stata utilizzata nello spot del film Salt, con Angelina Jolie.

## Video musicale
Il video musicale mostra il gruppo suonare in una stanza con del fuoco sullo sfondo. In alcune scene si possono vedere due ragazze gemelle che commettono, uno dopo l'altro, i sette peccati capitali. Il video si conclude con lo schermo che viene avvolto dalle fiamme.

## Tracce
iTunes (Digital 45)
1. Your Betrayal - 4:53
2. Begging for Mercy - 3:57

## Formazione
- Matthew Tuck - voce, chitarra
- Jason James - basso, voce
- Michael Padget - chitarra
- Michael Thomas - batteria

## Classifiche
| Classifica (2010)          | Posizione massima |
| -------------------------- | ----------------- |
| Germania                   | 24                |
| Regno Unito                | 197               |
| Regno Unito (rock & metal) | 10                |
| Stati Uniti (rock)         | 18                |